# Douffine
La Douffine (ou Doufine) est un cours d'eau du Finistère, affluent de l'Aulne en aval de Châteaulin, aux limites de Saint-Ségal et Pont-de-Buis (dont elle traverse la poudrerie) ; le site du confluent est connu localement comme « la pointe du couple ». Elle prend sa source à Brasparts, sur le côté sud-ouest du Roc'h Cléguer.

## Toponymie

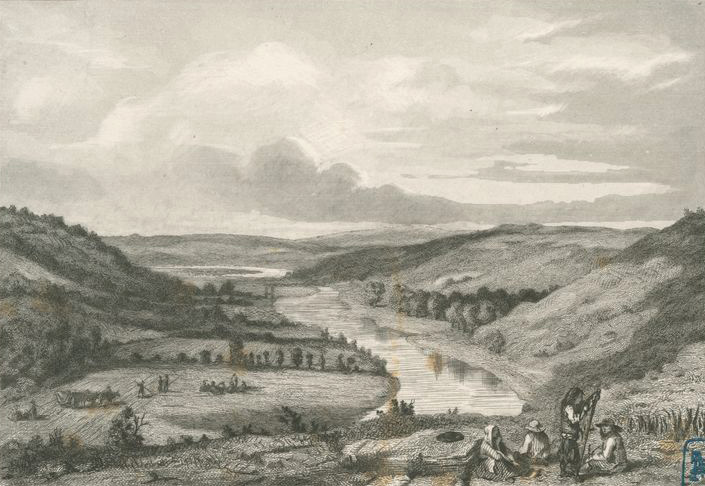
Cours de la Doufine
(eau-forte de 1844).

Jusqu'au début du XXe siècle, la Douffine était fréquemment dénommée « Le Dourduff » ou « Le Dourdu », nom désormais attribué à un de ses affluents mais qui s'est maintenu en breton sur tout le parcours.
En 1945, la coopérative agricole de Brasparts prend le nom de « La Douphine » ; elle perd son nom en 2002 en créant avec deux autres coopératives l'union Eolys, qui fusionne elle-même en 2010 avec CAM 56 et Coopagri Bretagne pour former Triskalia.

## Affluents de la Douffine
- Le Dourduff, affluent de rive gauche, a sa source à Loqueffret, puis sert de limite communale entre Brasparts et Lannédern, confluent avec la Douffine juste en amont du Moulin du Grand-Pont, situé en Pleyben, mais juste à la limite communale avec Brasparts.
- Le Rivoal, affluent de rive droite, a sa source à Saint-Rivoal, puis sert de limite communale entre Brasparts et Lopérec.
- Avant son passage sous le viaduc[2] de la voie ferrée de Quimper à Landerneau, elle reçoit sur sa droite le ruisseau de Lenturec, qui traverse toute la commune et passe juste au sud du bourg de Lopérec.
- Un peu plus en aval, un autre petit affluent de rive droite de la Douffine sert aussi de limite communale avec Pont-de-Buis-lès-Quimerc'h.

## Communes traversées ou longées
- Par la Douffine elle-même :
  - Brasparts
  - Pleyben
  - Lopérec
  - Saint-Ségal
  - Pont-de-Buis-lès-Quimerch
- Par le Dourduff :
  - Loqueffret
  - Brasparts
  - Lannédern
  - Pleyben
- Par le Rivoal :
  - Saint-Rivoal
  - Brasparts
  - Lopérec

## Moulins et anciens moulins sur la Douffine
- Moulin de la Marche (Brasparts) reconverti aujourd'hui dans la pisciculture
- Meilh Pennaut
- Meilh C'hoat Poas
- Mil Jandric (Saint-Ségal) qui dépendait anciennement du manoir de Kerbriant